# Republika Pizy
Republika Pizy to nazwa de facto niepodległego państwa, którego centrum stanowiło miasto Piza w Toskanii. Wzrost znaczenia i niezależności miasta miał swój początek na przełomie X i XI wieku. Piza szybko stała się dużym centrum handlowym a jej mieszkańcy mieli znaczny udział w handlu italskim i śródziemnomorskim aż do momentu zdominowania przez konkurencyjną Republikę Genui. Czynnikiem umożliwiającym rozwój handlu była silna flota, zapewniająca ochronę interesów gospodarczych i umożliwiająca wymianę morską. Piza, obok Wenecji, Genui, Ankony i Amalfi, jest uważana za jedną z tradycyjnych włoskich Morskich Republik.

## Okres rozwoju
Na początku XI wieku Piza była bardzo ważnym centrum handlowym i kontrolowała dużą część handlu na morzu śródziemnym dzięki rozbudowanej flocie handlowej i wojennej. Jej znaczenie wzrosło, gdy w 1005 roku doszło do złupienia Reggio di Calabria na południu Włoch. Najpoważniejszym przeciwnikiem dla Pizy byli wówczas saraceńscy piraci, którzy korzystając z baz na Sycylii i Sardynii dokonywali łupieżczych rajdów na wybrzeża Italii i atakowali kupieckie statki. W 1016 roku, działając w sojuszu z Genuą, Piza dokonała inwazji na muzułmańską Sardynię, pokonując tamtejszego przywódcę Mugahida i zdobywając wyspę. Zwycięstwo to zapewniło obydwu republikom dominację na morzu Tyrreńskim, ale także zwiększyło rywalizację między nimi i doprowadziło do konfliktu o Sardynię. Między 1030 a 1035 Piza przeprowadziła szereg wypraw przeciwko swoim konkurentom na Sycylii i zdobyła Kartaginę w Północnej Afryce. Między 1051 a 1052 pizański admirał Jakub Ciurini zdobył Korsykę, co zaostrzyło konflikt z Genueńczykami. W 1063 roku Pizańczycy zaproponowali Rogerowi I wspólny atak na Palermo. Normański władca odrzucił jednak tę ofertę, a pozbawieni wsparcia Pizańczycy musieli się wycofać.
Wcześniej, w 1060 roku doszło do bitwy z Genueńczykami, którą Piza zdecydowanie wygrała. Ten sukces skonsolidował jej pozycję na Morzu Śródziemnym. Papież Grzegorz VII w 1077 roku uznał nowe „prawa i zwyczaje morskie” uchwalone przez Pizańczyków a cesarz Henryk IV przyznał im prawo do wybierania konsulów, którym miała doradzać Rada Starszych. Rody kupieckie oficjalnie przejęły więc władzę nad Pizą i jej posiadłościami, a marginalizowany od dłuższego czasu margrabia, nominalny władca miasta, został pozbawiony władzy. W 1092 roku papież Urban II usankcjonował pizańskie panowanie nad Sardynią i Korsyką, jednocześnie podnosząc miasto do rangi siedziby arcybiskupa. Pod koniec lat 80. XI wieku, Piza razem z Genueńczykami zdobyła i złupiła Mahdijję w Tunezji. W 1092 roku Pizańczycy i Genueńczycy interweniowali po stronie Alfonsa VI w jego konflikcie z Cydem, okupującym Walencję, zmuszając go do opuszczenia miasta.

## Krucjaty
W I krucjacie wzięło udział około 120 statków pizańskich a ich pomoc była nieodzowna, zwłaszcza w zdobywaniu nadbrzeżnych miast Palestyny. Na drodze do Ziemi Świętej Pizańczycy złupili kilka bizantyjskich wysp, a na ich czele stał arcybiskup Daimbert, późniejszy patriarcha Jerozolimy.
Piza, podobnie jak inne morskie republiki, brała udział w wyprawach krzyżowych głównie z powodów ekonomicznych. Chodziło o utworzenie sieci faktorii i kolonii handlowych w celu kontrolowania handlu śródziemnomorskiego. Pizańczycy założyli swe kolonie w Antiochii, Akrze, Jafie, Trypolisie, Tyrze i Latakii. Posiadali także inne punkty w Jerozolimie i Cezarei oraz małe kolonie, o mniejszym zakresie niezależności w Kairze, Aleksandrii i Konstantynopolu. W każdym z tych miast koloniści posiadali przywileje i zwolnienia podatkowe, ale zobowiązani byli do określonych posług na rzecz rządzących, na przykład musieli uczestniczyć w obronie. Wiele z tych kolonii rozwijało się bardzo pomyślnie, na przykład w XII wieku dzielnica pizańska w Konstantynopolu liczyła ponad 1000 mieszkańców a sama Piza była istotnym sojusznikiem i partnerem handlowym cesarstwa.
Wcześniej, w 1085 roku papież Grzegorz VII przyznał Pizie, znajdujące się pod muzułmańską kontrolą, Baleary. Republika była więc jak najbardziej zainteresowana ich zdobyciem i w 1113 roku zainicjowała zwycięską ekspedycję.

## Upadek
Potęga Pizy jako liczącego się gracza na arenie międzynarodowej została zniszczona w bitwie pod Melorią, która rozegrała się w 1284 roku. Genueńczycy nie tylko zwyciężyli, ale nieomal zniszczyli całą flotę pizańską, biorąc przy okazji wielu jej dowódców jako jeńców. W 1290 atak floty genueńskiej doprowadził do zniszczenia Porto Pisano. Miasto było wówczas zdane na łaskę Genueńczyków i utraciło swoją niezależność i silną pozycję. W XIV wieku dostało się pod panowanie rodu Viscontich, którzy w 1402 roku sprzedali je Florencji, która w 1406 roku pozbawiła Pizę resztek samodzielności, także w sprawach wewnętrznych. Datę tę uważa się za koniec Republiki.